# Dominique Reymond
Dominique Reymond, född 20 juli 1957 i Genève, Schweiz, är en fransk skådespelerska.

## Roller (urval)
- 1992 – Betty
- 1996 – Kommer det att snöa till jul?
- 1999 – Bron över Seine
- 2000 – Ett känsligt öde
- 2000 – Picknick med Osiris
- 2002 – Demonlover
- 2002 – In My Skin
- 2007 – L'Heure zéro
- 2008 – Sommarminnen
- 2012 – Les Adieux à la reine
- 2017 – Dubbelt begär
- 2022 – Irma Vep (TV-serie)